# 普洛内斯
普洛内斯（法語：Plonéis，法語發音：[plɔnejs]）是法国菲尼斯泰尔省的一个市镇，属于坎佩尔区。

## 地名
该地名“Plonéis”发音为[plɔnejs]，字母“s”发音，《世界地名译名词典》将其误译作“普洛内”。

## 地理
普洛内斯（48°1'1"N, 4°12'38"W）面积21.99 平方千米，位于法国布列塔尼大區菲尼斯泰尔省，该省份为法国最西部的省份，位于布列塔尼半岛西部，北西南三面环大西洋，东临阿摩尔滨海省和莫尔比昂省。
与普洛内斯接壤的市镇（或旧市镇、城区）包括：古尔利宗、盖恩加、普洛加斯泰勒-圣日耳曼、普吕居方、坎佩尔。
普洛内斯的时区为UTC+01:00、UTC+02:00（夏令时）。

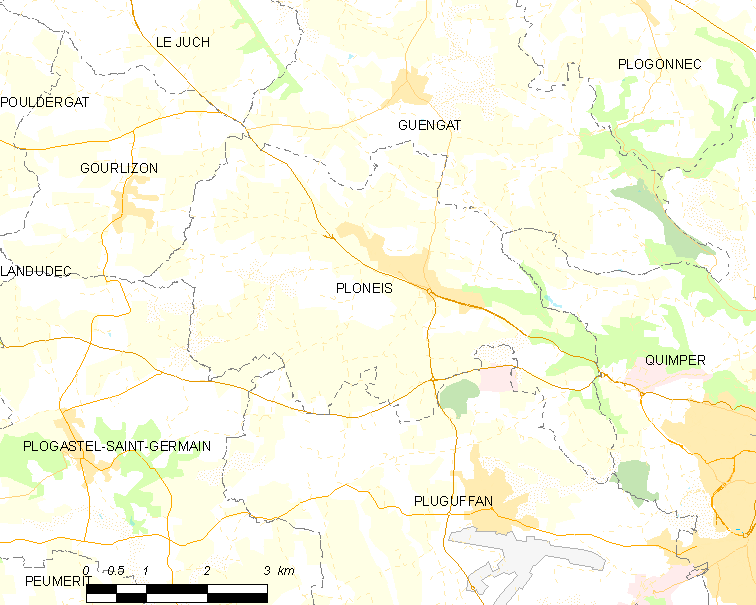
普洛内斯的OSM定位图

## 行政
普洛内斯的邮政编码为29710，INSEE市镇编码为29173。

## 政治
普洛内斯所属的省级选区为坎佩尔第一县。

## 人口

1962-2008年间普洛内斯人口变化图示

普洛内斯于2022年1月1日时的人口数量为2405人。